# Socialistisch feminisme
Het socialistisch feminisme is een stroming binnen het feminisme die is ontstaan gedurende de laatste vier decennia van de twintigste eeuw.

## Verschillen met andere feministische stromingen
Binnen het feminisme bestaan drie golven. In de eerste feministische golf (1870-1920) zijn weer verschillende stromingen: het burgerlijk feminisme en het socialistisch feminisme. Deze stromingen waren het erover eens dat vrouwen recht hadden op betaalde arbeid, maar op andere gebieden dachten zij anders. Volgens de socialistisch feministen zouden mannen en vrouwen gelijk betaald moeten worden, om de vrouw economisch onafhankelijk te maken. Dat zou tot gevolg hebben dat relaties niet langer gebaseerd zijn op bezit, maar op liefde. De socialistische feministen vonden wel dat zij recht hadden op aparte arbeidsbeschermende maatregelen, omdat zij lichamelijk zwakker zijn dan mannen. Dit wilden de burgerlijk feministen echter niet, want zij waren bang dat de werkgelegenheid voor vrouwen dan af zou nemen. Ook over kiesrecht waren zij het niet eens. De socialistisch feministen wilden algemeen vrouwenkiesrecht. De burgerlijk feministen wilden dat kiesrecht af moest hangen van het feit of belasting werd betaald, het censuskiesrecht.

## Tweede feministische golf
De tweede feministische golf is ontstaan rond de jaren 1960. Na de Tweede Wereldoorlog waren er veel maatschappelijke en culturele ontwikkelingen als economische groei, democratisering en ontkerkelijking. Door de ontkerkelijking werden de regels voor de omgang tussen man en vrouw minder strikt en vrouwen kregen de kans tot zelfontplooiing. Door het verdwijnen van de invloed van de kerk konden vrouwen onafhankelijker worden. Bovendien werd er vrijer gesproken over seksualiteit en voorbehoedsmiddelen werden steeds vaker gebruikt. Zo kwam het ook steeds vaker voor dat een vrouw er bewust voor koos geen kinderen te nemen. Het aantal buitenechtelijke relaties en scheidingen nam toe en het traditionele idee van het gezin veranderde. Een vrouw kon zelf kiezen of zij een kind wilde of niet, en ook vonden zij dat zij het recht hadden op abortus. In de jaren 1960 was er een krapte op de arbeidsmarkt, waardoor de druk groter werd om vrouwen te laten werken. Bedrijven boden kinderopvang en parttimewerk aan om getrouwde vrouwen aan het werk te krijgen. Er kwamen steeds meer hoger opgeleide vrouwen die zich bewust werden van de ongelijkheid tussen man en vrouw. Die ongelijkheid stond tegenover het heersende idee in de jaren 1960, het idee van recht op ontplooiing en gelijke kansen voor iedereen.
Er waren drie verschillende stromingen te onderscheiden tijdens de tweede feministische golf: het gematigd feminisme, het socialistisch feminisme en het radicaal feminisme. De meeste vroege vrouwenbevrijdingsbewegingen schreven de vrouwenonderdrukking toe aan het kapitalistische systeem en zij waren dan ook loyaal aan links of meer specifiek Nieuw Links. Een sociale revolutie zou volgens deze politico's de vrouwenbevrijding bewerkstelligen. Het socialistisch feminisme had dan ook een marxistische invloed. Tussen 1967 en 1969 ontstond een splitsing met het radicaal feminisme dat stelde dat mannelijke suprematie en vrouwenonderdrukking niet slechts voortkwamen uit kapitalisme en dat zich dan ook niet wilde onderwerpen aan Nieuw Links.:3

## Marxisme
Socialistisch feministen dachten dat de onderdrukking van de vrouw vooral te wijten was aan de sociaal-economische structuren zoals die toen waren en misschien nu nog steeds wel zijn. Bevrijding van de vrouw binnen een kapitalistische maatschappij zou niet mogelijk zijn. Niet alleen de vrouw werd onderdrukt in een kapitalistisch systeem, ook andere groepen. Het verband tussen de onderdrukking van die groepen en de vrouwen wordt uitgesproken in de bekende leus: Geen feminisme zonder socialisme, geen socialisme zonder feminisme. Het socialisme was nodig voor de bevrijding van de vrouw, maar het was niet genoeg. Zo waren de socialistisch feministen sterk verbonden aan het marxisme, maar op een aantal andere punten bekritiseerden zij dit juist. Binnen het marxisme is vooral aandacht voor de loonafhankelijke arbeid, betaalde arbeid. Het verkrijgen van een betere positie voor de betaalde arbeiders werd volgens de socialistisch feministen gedaan door de vrouw, want huishoudelijke arbeid levert een wezenlijke bijdrage aan de productie. Toch draagt het in het kapitalisme bij aan de onderdrukking van de vrouw. De socialistisch feministen probeerden huishoudelijke arbeid ook in het marxisme mee te nemen, maar tegelijkertijd vonden zij dat betaalde arbeid de vrouw zou helpen een betere positie te krijgen. Huwelijk en gezin verhinderen dit, daarom vonden de socialistisch feministen dat de traditionele structuren hiervan opgeheven moesten worden. De macht van de man over de vrouw zou juist in het huwelijk duidelijk te zien zijn. Mogelijkheden als parttime werk en kinderopvang zouden de vrouw helpen buitenshuis te kunnen werken.

## Nederland
De socialistisch feministische stroming is ontstaan vanuit praatgroepen waarin veel ex-Dolle Mina's zaten. Er werden studies gestart om te onderzoeken wat de maatschappelijke positie van de vrouw was en deze werd dan geanalyseerd. Er ontstonden verschillende Fem-soc-groepen, die studiedagen organiseerden. De groepen functioneerden apart van elkaar, maar omdat zij dezelfde studies deden en dezelfde belangen hadden, werden ze vanaf 1975 gecoördineerd door het Fem-soc-platform.
In 1979 werd het Fem-soc-platform opgeheven, vanwege onenigheid over de manier van organiseren. Het idee bleef echter bij veel vrouwen bestaan en het socialistisch-feministisch blad Katijf werd opgericht. Katijf werd uitgegeven door de in 1977 opgerichte feministische uitgeverij Sara. Andere vrouwen waren voor een duidelijkere organisatiestructuur dan het blad. Daarom werd in 1982 de Links-feministische Organisatie (LFO) opgericht, maar dit is nooit een echte organisatie geworden.
De meeste fem-soc-vrouwen wilden een zelfstandige vrouwenbeweging, maar toch zagen zij in dat samenwerking met anderen op een aantal punten nodig zou zijn. Zo wilden zij vooral meer macht krijgen in aanvankelijk door mannen geleide organisaties. Met een grote groep zouden de vrouwen meer kans hebben iets te bereiken.

## Socialistische feministen
- Anja Meulenbelt
- Emilie Claeys
- Johanna Brenner
- Eleanor Marx